# 5218 Kutsak
Az 5218 Kutsak (ideiglenes jelöléssel 1969 TB3) a Naprendszer kisbolygóövében található aszteroida. Burnasheva, B. A. fedezte fel 1969. október 9-én.